# Herbert Baier
Herbert Baier (* 18. Januar 1920) ist ein ehemaliger deutscher Fußballspieler.

## Karriere
Baier gehörte dem FV Saarbrücken als Stürmer an, mit dem er an der Endrunde um die Deutsche Meisterschaft 1942/43 teilnahm. Er wurde am 2. Mai 1943 im Erstrundenspiel beim 5:1-Sieg über den FC Mülhausen 93 erstmals eingesetzt und erzielte mit dem Treffer zum 3:0 in der 45. Minute gleich sein erstes Tor. Es sollten noch zwei weitere folgen, denn im Achtel- und Viertelfinale am 16. und 30. Mai 1943, beim 5:0-Sieg beim SV Victoria Köln und beim 3:2-Sieg über den VfR Mannheim im heimischen Stadion Kieselhumes, zeigte er sich mit den Toren zum Endstand in der 80. und 76. Minute als treffsicher. Nach dem 2:1-Halbfinalsieg über den First Vienna FC in Stuttgart erreichte er mit seiner Mannschaft das im Berliner Olympiastadion zu spielende Finale, das mit 0:3 gegen den Dresdner SC verloren wurde. Mit seiner Mannschaft gewann er in dieser Spielzeit – obwohl in der Gauliga Westmark, in einer von zunächst 16, später auf 23 aufgestockten Gauligen zur Zeit des Nationalsozialismus als einheitlich höchste Spielklasse im Deutschen Reich – nicht eingesetzt, mit einem Punkt vor dem FC Metz die Gaumeisterschaft. Im 1935 eingeführten Wettbewerb um den Tschammerpokal wurde er 1943 in zwei Begegnungen eingesetzt.
Nach dem Ende des Zweiten Weltkriegs spielte er in der – zunächst in drei Staffeln gegliederten, später auf fünf erweiterten – höchsten deutschen Spielklasse. Mit Saisonbeginn am 4. November 1945 kam er in der Oberliga Süd für den Karlsruher FC Phönix zum Einsatz. Die Premierensaison wurde als 15. von 16 teilnehmenden Mannschaften abschlossen; da die Folgesaison mit 20 Vereinen vorgesehen war, gab es keinen Absteiger. Dieses sportliche Schicksal ereilte ihn und seine Mannschaft am Ende der Folgesaison als Letztplatzierter.
Von 1947 bis 1950 spielte er für den Karlsruher Stadtteilverein ASV Durlach in der drittklassigen Landesliga Nordbaden, in der ersten Saison noch in der Gruppe Süd, die als Zweitplatzierter hinter dem 1. FC Pforzheim abgeschlossen wurde. Als Saisondritter am Ende seiner dritten Spielzeit, stieg er mit seinem Verein in die 2. Oberliga Süd auf. Nachdem die Spielklasse als Elfter gehalten werden konnte, erreichte die Mannschaft mit dem fünften Platz in der Saison 1951/52 die beste Platzierung. Nach der Saison 1952/53 beendete er seine aktive Fußballkarriere.

## Erfolge
- Zweiter der Deutschen Meisterschaft 1943
- Gaumeister Westmark 1943 (ohne Einsatz)